# Gta V Roleplay
Gta V Roleplay és una modificació del joc Grand Theft Auto V que et permet crear un personatge i tenir una història i vida a Los Santos als Estats Units. Totes les persones han de seguir el seu rol en el joc. El GTA V Roleplay té beneficis com relacionar-te, socialitzar-te i aprendre molts conceptes i coses noves.
En els darrers mesos molts streamers i youtubers han estat provant i jugant al Roleplay i tenen opinions molt positives.

## Diferència entre rol i realitat
Un dels principals problemes que té la gent és que no coneixen la diferència entre un joc i la vida real. Un jugador pot tenir un personatge amb un mal caràcter però la persona que l'interpreta és molt diferent. En aquests casos, si aquest personatge insulta o es fica amb altres, cal no enfadar-se perquè es rol, no és la realitat.

## Whitelist
Hi ha servidors que tenen whitelist i d'altres que no. Que es la whitelist? La whitelist és una llista de les persones que poden jugar en un determinat servidor, per poder accedir a la whitelist cal estudiar una normativa amb unes normes bàsiques amb el que està permès i el que no. La majoria dels servidors utilitzen el programa Discord, en aquest podràs estudiar i més endavant els entrevistadors del servidor et faran un examen i si aproves tindràs accés a la whitelist i podràs començar a jugar, si no l'aproves tindràs una altra oportunitat al cap d'un període, el període depèn de la normativa del servidor, a vegades son 1 o 2 setmanes o 1 mes.
Els servidors que tenen whitelist normalment solen tenir una comunitat més bona, jugadors amb més experiència roletjant i un sistema de protecció Anticheat més bo que d'altres.

## Requisits
Per poder jugar es necessiten una sèrie de requisits:
- Una còpia legal del joc Grand Theft Auto V (Només en ordinador)
- El programa bàsic FiveM o Rage Multiplayer
- Estar acceptat en un servidor
- Discord (si és necessari)